# Tự động hóa tiếp thị dựa trên giọng nói
Tự động hóa tiếp thị dựa trên giọng nói (VBMA) đề cập đến các nền tảng phần mềm được thiết kế cho các bộ phận tiếp thị, bán hàng và hỗ trợ để đo lường, quản lý và tự động hóa các cuộc trò chuyện qua điện thoại của họ. Bộ phận tiếp thị, nhóm bán hàng và đại lý hỗ trợ sử dụng VBMA để bắt đầu, quản lý, theo dõi, theo dõi, định tuyến, ghi lại và báo cáo về các cuộc hội thoại qua điện thoại và hỗ trợ.
VBMA bao gồm một loạt các công cụ tự động hóa và phân tích. Nó được sử dụng như một giải pháp độc lập và là một cách để bổ sung cho chức năng tìm thấy trong phần mềm tự động hóa tiếp thị truyền thống.

## So sánh về tiếp thị tự động
| Hoạt động                         | Tự động hóa tiếp thị                                               | Tự động tiếp thị dựa trên giọng nói                                                                                     |
| --------------------------------- | ------------------------------------------------------------------ | --- |
| Tạo dữ liệu khách hàng tiềm năng  | Sử dụng email và biểu mẫu web để tạo khách hàng tiềm năng trên web | Sử dụng chương trình phát sóng bằng giọng nói, khảo sát qua điện thoại và tin nhắn SMS để tạo khách hàng tiềm năng      |
| Theo dõi khách hàng tiềm năng     | Theo dõi thành công email, tải xuống web và hoạt động trang web    | Theo dõi thành công phát sóng bằng giọng nói và dẫn điện thoại trong nước                                               |
| Ghi điểm với khách hàng tiềm năng | Sử dụng biểu mẫu web để ghi điểm với khách hàng tiềm năng trên web | Sử dụng IVR trong nước để ghi điểm dẫn điện thoại                                                                       |
| Định hướng khách hàng tiềm năng   | Định tuyến khách hàng tiềm năng trên web đến bán hàng              | Định tuyến khách hàng tiềm năng trên điện thoại đến bán hàng                                                            |
| Chăm sóc khách hàng tiềm năng     | Sử dụng email để chăm sóc khách hàng tiềm năng                     | Sử dụng chương trình phát sóng bằng giọng nói, khảo sát qua điện thoại và tin nhắn SMS để chăm sóc khách hàng tiềm năng |
| Báo cáo khách hàng tiềm năng      | Tạo báo cáo thời gian thực trên các khách hàng tiềm năng trên web  | Tạo báo cáo thời gian thực về khách hàng tiềm năng trên điện thoại                                                      |
| Tích hợp CRM                      | Chia sẻ dữ liệu với các công cụ CRM như Salesforce.com             | Chia sẻ dữ liệu với các công cụ CRM như Salesforce.com                                                                  |

## Tăng trưởng tự động hóa dựa trên giọng nói
Các nền tảng tự động hóa tiếp thị dựa trên giọng nói đã nổi lên như một giải pháp tích hợp để đáp ứng cả sự tăng trưởng của người dùng di động và quảng cáo trên thiết bị di động. Theo ước tính, tìm kiếm trên thiết bị di động sẽ tạo ra 73 tỷ cuộc gọi cho doanh nghiệp (tăng từ 30 tỷ trong năm 2013) và doanh nghiệp đang đặt giá trị cao hơn cho các cuộc gọi điện thoại như một nguồn khách hàng tiềm năng. cuộc gọi. Những tiến bộ trong phân tích cuộc gọi đã được thực hiện để cung cấp cho các doanh nghiệp thông tin chi tiết hơn để đo lường và tối ưu hóa cuộc gọi đến.

## Chức năng
Phần mềm tự động hóa tiếp thị dựa trên giọng nói bao gồm các phần chức năng chính sau:
Theo dõi cuộc gọiCho phép các nhà tiếp thị liên kết các cuộc gọi điện thoại đến với nguồn tiếp thị cụ thể (quảng cáo, tìm kiếm từ khóa, email, mã QR, trang web, tài sản thế chấp, triển lãm thương mại hoặc nguồn khác) có nguồn gốc từ đó.
IVR được lưu trữ (phản hồi bằng giọng nói tương tác)Là một công nghệ dựa trên đám mây cho phép một máy tính tương tác với con người thông qua việc sử dụng giọng nói và âm DTMF đầu vào thông qua bàn phím. IVR được gửi đến được sử dụng làm người tham dự tự động để trả lời, đủ điều kiện và định tuyến người gọi đến khu vực mong muốn của tổ chức. Họ cũng có thể được sử dụng để xử lý đơn đặt hàng hoặc cung cấp thông tin cơ bản mà không liên quan đến nhà điều hành trực tiếp. IVRs đi cũng được sử dụng trong các chiến dịch phát sóng bằng giọng nói để tiến hành khảo sát khách hàng, thu hút và xử lý đơn đặt hàng và hơn thế nữa.
Phát thanh giọng nói
Là một kỹ thuật truyền thông đại chúng phát sóng tin nhắn điện thoại đến hàng trăm hoặc hàng ngàn người nhận cuộc gọi cùng một lúc. Chúng là phương tiện tự động nhắc nhở cuộc hẹn, xác nhận phân phối, quảng cáo sự kiện, quay lại, thu thập tài khoản phải thu, khảo sát qua điện thoại và hơn thế nữa. Các chương trình phát sóng bằng giọng nói được gửi qua tự động hóa dựa trên giọng nói có thể là bản ghi âm, tin nhắn chuyển văn bản thành giọng nói hoặc IVR để xử lý tương tác của người nhận. Hệ thống cũng có thể phát các tin nhắn khác nhau nếu một người trực tiếp trả lời hoặc nếu cuộc gọi chuyển đến thư thoại.

Định tuyến và chuyển tiếp cuộc gọiTự động chuyển cuộc gọi đến trong nước đến một địa điểm, bộ phận, đại lý hoặc nhóm đại lý cụ thể dựa trên các tiêu chí khác nhau.
Màn hình cuộc gọiGhi lại các tương tác bằng giọng nói bằng cách sao chép các cuộc hội thoại, phản hồi IVR và tin nhắn thoại.
Gọi phiên âm
 Cung cấp cho đại lý tùy chọn chấp nhận hoặc từ chối cuộc gọi dựa trên thông tin của người gọi.
Thu âm cuộc gọiTự động nắm bắt các cuộc gọi hoặc một phần của các cuộc gọi dưới dạng tệp âm thanh.
Bảng đại lýXuất hiện trên các đại lý bán hàng và hỗ trợ màn hình máy tính và hiển thị thông tin về các cuộc gọi đến, chẳng hạn như tên, số điện thoại, nguồn tiếp thị mà họ đang gọi và thông tin CRM.
Trang tổng quan của người quản lý.Xuất hiện trên màn hình máy tính của người quản lý bán hàng hoặc nhóm hỗ trợ và cho phép họ theo dõi hoạt động của đại lý.
Kích hoạt cuộc gọi biểu mẫu web
Bắt đầu cuộc gọi đến đại lý của công ty khi khách truy cập trên trang web của họ gửi số điện thoại của họ trong biểu mẫu web. Nếu đại lý chấp nhận cuộc gọi, hệ thống sẽ gọi cho khách truy cập trang web và kết nối hai người trong cuộc trò chuyện.
Nhắn tin SMS
Là một dịch vụ mà doanh nghiệp có thể gửi tin nhắn văn bản đến cơ sở sử dụng của họ để tạo và nuôi dưỡng khách hàng tiềm năng, xác nhận cuộc hẹn và giao hàng, cung cấp cảnh báo và các chức năng khác.
Tích hợp API
Giao thức có ý định được sử dụng như một giao diện bởi các thành phần phần mềm để giao tiếp với nhau.
Phân tích phần mềmCho phép các học viên phần mềm thực hiện tìm kiếm và phân tích dữ liệu để có được thông tin sâu sắc và có thể hành động để hoàn thành các nhiệm vụ khác nhau.

## Cách sử dụng tự động hóa dựa trên giọng nói
Có ba loại nhóm sử dụng phần mềm tự động hóa dựa trên giọng nói:
Nhà tiếp thịSử dụng tự động tiếp thị dựa trên giọng nói để tạo, theo dõi, đủ điều kiện, lọc, định tuyến và báo cáo về các cuộc gọi bán hàng trong nước. Họ cũng sử dụng thành phần ghi âm cuộc gọi để xem xét các cuộc gọi bán hàng và hỗ trợ.
Nhân viên bán hàng
Sử dụng tự động tiếp thị dựa trên giọng nói để nắm bắt và trả lời các cuộc gọi của khách hàng tiềm năng. Họ thường thiết lập một trung tâm cuộc gọi ảo để quản lý, định tuyến và ghi lại các cuộc gọi bán hàng trong nước. Các nhóm bán hàng cũng sử dụng các thành phần nhắn tin và nhắn tin SMS để tự động hóa việc truyền thông tin và xử lý các đơn đặt hàng.
Chuyên gia hỗ trợ
Sử dụng tự động tiếp thị dựa trên giọng nói để cung cấp dịch vụ khách hàng dựa trên điện thoại bằng cách sử dụng trung tâm cuộc gọi ảo để xử lý các cuộc gọi hỗ trợ. Phần mềm này cho phép các đại lý làm việc từ bất kỳ vị trí nào và nhận và chuyển các cuộc gọi bằng bất kỳ loại điện thoại nào. Các nhóm hỗ trợ thường sử dụng thành phần công nghệ IVR để trả lời cuộc gọi đến, cung cấp câu trả lời cho các yêu cầu thường xuyên, tiến hành khảo sát và định tuyến người gọi cần nói chuyện trực tiếp với đại lý hoặc nhóm đại lý chính xác.